# 朝吹凯特
朝吹凯特（日语：朝吹 ケイト，1962年7月3日—），是一名日本女演员和魅力模特，曾经出演日活在1980年代上映的桃色电影。她也是一名早期的AV演员。

## 生平与职业生涯
朝吹凯特曾在文化学园大学学习法语和英语。1982年，她加入了日活公司的桃色电影产业，而此时她尚未离校。她从她最喜欢的歌手凱特·布希的名字中选取了“凯特”作为艺名。她在日活公司最早出演的作品之一是《女教师》系列的第七部（1977-83年），导演斋藤信幸（1983）。
在日活公司，朝吹凯特出演了由藤浦敦导演的数部电影作品。1983年，她出演了藤浦的。藤浦也执导了朝吹凯特最成功的电影之一，1984年上映的《宇能鸿一郎的伊豆舞女》（宇能鴻一郎の伊豆の踊り子）。日活公司的宇能鴻一郎系列包括突出女性强力主导地位的性爱幽默故事。该系列桃色电影旨在吸引女性，并使情侣可以一起欣赏。而《伊豆舞女》被称为该系列中的佼佼者，是因为模仿了川端康成的著名故事《伊豆的舞娘》。在宇能的版本中，川端康成小说里的古典舞者的角色被替代成了脱衣舞娘。
朝吹凯特也出演了由西村昭五郎导演，1983年上映的桃色电影《Woman with the Pierced Nipples》与小沼勝导演、1984年上映的《Stewardess Scandal: Hold Me Like an Animal》。评价朝吹凯特时，小沼勝说：“（她是）一个好女孩，反应灵敏，是仅有不多的会多种语言的女演员之一。我在一个性爱场景中听到了她的英语，我喜欢她的发音。”
1983年，朝吹凯特还出演了日活公司发行的一些早期视频。2005年，其中一作《Blue Experience Part 1》到成为AV界高级收藏品，估价接近60,000日元（约合600美元）。一年后的1984年5月，朝吹凯特主演了由日本家庭录像公司制作的最早的成人录像之一《Happy Onanie》，该录像以他们的企鹅商标发行。日本家庭录像公司是Alice Japan公司的前身。
1990年代末，朝吹凯特担任每周电视节目《东京摇滚电视台》的主持人。 她在英格兰继续学业，并希望在美国工作，截止1989年她曾四次赴美。1999年，她第五次前往美国，做摄影师罗恩·沃格尔（Ron Vogel）的模特，以供稿包括《阁楼》和《好色客》在内的多家美国杂志。2001年6月，她回到日本后，主演了桃色电影《Uma o kau hitozuma》。